# Selimbria

Mapa con la posición de Selimbria y otras ciudades cercanas al Bósforo.

Selimbria o Selibria (Selymbria, Σηλυμβρία) fue una ciudad de Tracia en la Propóntide, a unos 30 km al este de Perinto y a 60 km al oeste de Bizancio. En la ciudad comenzaba la muralla construida por Anastasio Dicoros que defendía Constantinopla que llegaba hasta el Euxion (en Scyllae). Su nombre quería decir "Ciudad de Selis" y se supone que Selis fue el fundador de la ciudad, que fue fundada como colonia de Megara. 
En tiempos del emperador Arcadio (377-408) su nombre fue cambiado a Eudoxiópolis, en honor de la emperatriz Eudoxia. Más modernamente se llamó Silivri.
Fue el lugar de nacimiento de Pródico, discípulo de Hipócrates. En esta ciudad Jenofonte se encontró con Medosades, enviado del rey odrisio Seutes I. En 410 a. C. la ciudad rehusó admitir a las fuerzas atenienses dirigidas por Alcibíades, pero pagó un tributo a cambio de ser dejada en paz. Alcibíades se apoderó poco después de la ciudad, gracias a la traición de algunos de sus habitantes, y dejó allí una guarnición.
En 351 a. C. es mencionada como aliada con Atenas. Filipo II de Macedonia la asedió en 343 a. C., según un documento cuya autenticidad es dudosa. 
Bajo dominio romano y después bizantino, pasó a los búlgaros en 805, pero los bizantinos la recuperaron rápidamente.
El emperador Miguel III (839 - 867) construyó allí una fortaleza (las ruinas aún existen).
En 1346 el sultán Orhan I se casó con Teodora, hija de Juan VI Cantacuceno en Selimbria. La ciudad no cayó en manos de los otomanos hasta después de la conquista de Constantinopla (1453).
En la guerra de los Balcanes la ciudad fue ocupada por los búlgaros el 16 de noviembre de 1912, ocupación que duró hasta el 30 de mayo de 1913.
El 20 de julio de 1920 fue ocupada por los griegos y cuando la evacuaron fue entregada a los italianos (22 de octubre de 1922) retornando a los turcos el 1 de noviembre de 1922.